# La Fille
Pour les articles homonymes, voir Fille (homonymie).
La Fille est la seconde partie de la quatrième fable du livre VII de Jean de La Fontaine situé dans le second recueil des Fables de La Fontaine, édité pour la première fois en 1678.
La première partie de la fable est composée par Le Héron.  C'est une fable double comme Le Lion et le Rat / La Colombe et la Fourmi, La Mort et le Malheureux / La Mort et le Bûcheron, Le Loup, la Chèvre et le Chevreau / Le Loup, la Mère et l'Enfant et Le Pâtre et le Lion / Le Lion et le Chasseur.

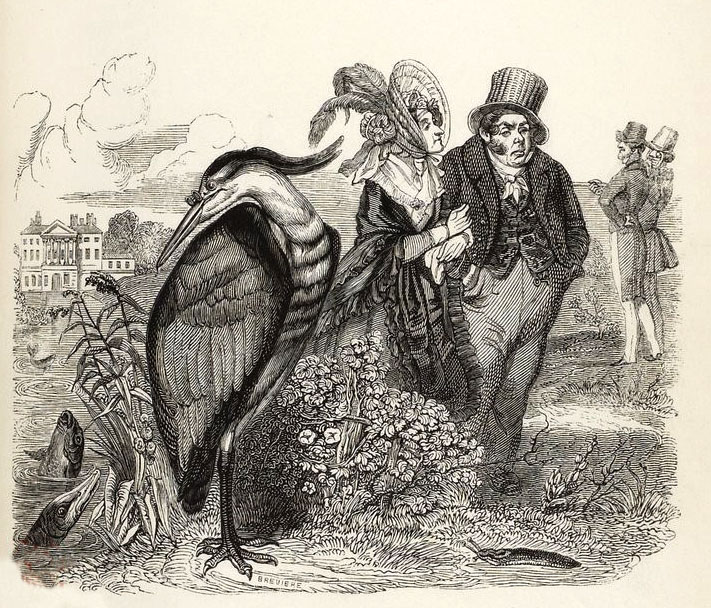
Dessin de Grandville

## Texte
LA FILLE

Certaine Fille, un peu trop fière 

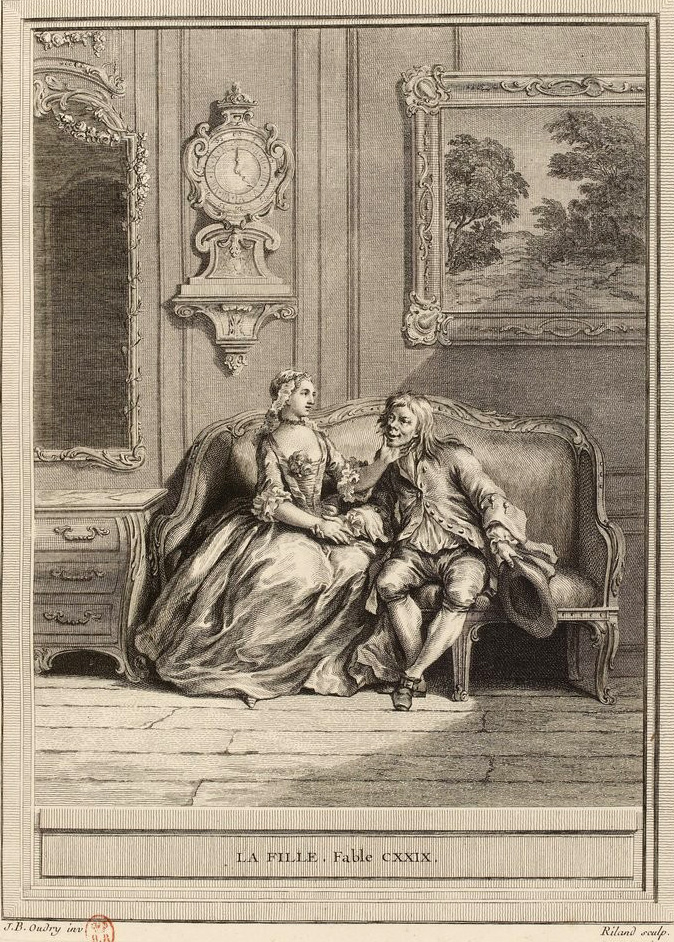
Gravure de Ryland d'après un dessin de Jean-Baptiste Oudry, édition Desaint & Saillant (1755-1759)

            Prétendait trouver un mari 
   Jeune, bien fait, et beau, d'agréable manière (1), 
   Point froid et point jaloux : notez ces deux points-ci. 
                     Cette Fille voulait aussi 
                     Qu'il eût du bien, de la naissance, 
   De l'esprit, enfin tout. mais qui peut tout avoir ? 
   Le destin se montra soigneux de la pourvoir (2) : 
                       Il vint des partis d'importance.  
   La belle les trouva trop chétifs (3) de moitié : 
   " Quoi ? moi ! quoi ces gens-là ? l'on radote, je pense. 
   À moi les proposer ! hélas ils font pitié . 
                     Voyez un peu la belle espèce ! "
   L'un n'avait en l'esprit nulle délicatesse ; 
   L'autre avait le nez fait de cette façon-là ; 
                     C'était ceci, c'était cela, 
                     C'était tout ; car les précieuses (4) 
                     Font dessus tout les dédaigneuses. 
   Après les bons partis les médiocres (5) gens 
                     Vinrent se mettre sur les rangs. 
   Elle de se moquer. " Ah vraiment,  je suis bonne 
   De leur ouvrir la porte ! ils pensent que je suis 
                     Fort en peine de ma personne. 
                     Grâce à Dieu je passe les nuits 
                     Sans chagrin (6), quoique en solitude. " 
   La belle se sut gré de tous ces sentiments. 
   L'âge la fit déchoir ; adieu tous les amants (7). 
   Un an se passe et deux avec inquiétude. 
   Le chagrin vient ensuite : elle sent chaque jour 
   Déloger quelques Ris (8), quelques Jeux, puis l'Amour ; 
                     Puis ses traits choquer et déplaire ; 
   Puis cent sortes de fards. Ses soins ne purent faire 
   Qu'elle échappât au temps, cet insigne larron : 
                      Les ruines d'une maison 
   Se peuvent réparer ; que n'est cet avantage 
                     Pour les ruines du visage ! 
   Sa préciosité changea lors de langage. 
   Son miroir lui disait : " Prenez vite un mari. "
   Je ne sais quel désir le lui disait aussi ; 
   Le désir peut loger chez une précieuse. 
   Celle-ci fit un choix qu'on n'aurait jamais cru, 
   Se trouvant à la fin tout aise et tout heureuse 
                 De rencontrer un malotru (9).

Vocabulaire
(1) aspect, façon de se comporter, il était agréable
(2) de l'établir par un mariage...
(3) vils, méprisables
(4) Femmes affectées dans leurs manières et leur langage. Molière les a parodiées dans ses Précieuses ridicules
(5) qui sont de condition sociale moyenne
(6) " Inquiétude, ennui, mélancolie " (dictionnaire de Furetière)
(7) ceux qui ont déclaré leurs sentiments amoureux, à la différence du sens actuel
(8) rires
(9) " Terme populaire, qui se dit des gens mal faits, mal bâtis, et incommodés, soit en leur personne, soit en leur fortune " (dictionnaire de Furetière)